# المنية (سان خوان)
المُنْيَة في سان خوان هي بلدية في إسبانيا في مقاطعة وشقة ، في منطقة أرغون ذاتية الحكم . تبلغ مساحتها 35.67 كيلومتر مربع ويبلغ عدد سكانها 654 نسمة ( المعهد الوطني للإحصاء 2009 ) وبكثافة 18.34 نسمة يسكن / كم².